# Миграционный кодекс Азербайджана
Миграционный кодекс Азербайджанской Республики (азерб. Azərbaycan Respublikasinin miqrasiya məcəlləsi) — законодательный акт в сфере миграции в Азербайджанской Республике. 
Кодекс регулирует вопросы
выезда и граждан АР с территории АР и  въезда на территорию АР, выезда, въезда временного пребывания на территории АР, предоставления разрешения на временное пребывание и постоянное проживание, регистрации, трудовой деятельности иностранных граждан и лиц без гражданства, миграционного контроля.

## Структура
Миграционный кодекс принят 2 июля 2013 года.
Кодекс содержит 6 разделов. Помимо общих положений, сюда включены въезд и выезд с территорий Азербайджанской Республики, необходимые документы, касающиеся миграционных процессов, трудовую миграцию, правовой статус иностранцев и лиц без гражданства в Азербайджане, а также высылку иностранцев и лиц без гражданства с территории Азербайджан.
В Кодексе содержится юридическое объяснение условий иностранца, лица без гражданства, паспорта, временно пребывающего в Азербайджанской Республике, временного и постоянного проживания в Азербайджанской Республике, трудовой миграции, близких родственников, разрешения на работу, визы, места жительства, местоположение и другие условия, связанные с миграцией. Кроме того, в Кодексе изложены цели регистрации миграционной деятельности, основания для ведения и осуществления миграционной записи. Классификация виз полностью представлена в Миграционном кодексе впервые в законодательстве Азербайджана.